# Bocheński KS
Bocheński Klub Sportowy – polski klub sportowy z sekcją piłki nożnej i piłki ręcznej, powstały w 1921 w Bochni. Obecnie występuje w grupie wschodniej IV ligi polskiej w piłce nożnej.

## Historia[1]
12 września 1907 w Bochni odbył się mecz pomiędzy TS Wisła Kraków a drużyną Czarnych. Był to pierwszy mecz Wisły poza Krakowem.
Protoplastą Bocheńskiego KS był założony w roku 1919 TS Bochnia. Klub założony przez Henryka Regułę co najmniej do roku 1924 występował pod tą nazwą, mierząc się m.in. z III drużyną Cracovii. Równolegle w mieście działały inne kluby (Pogoń, Biali, Olimpia (1925), Uranus (1925) a także zespoły żydowskie, takie jak Liban czy Makabi.
Za oficjalny początek działalności Bocheńskiego Klubu Sportowego uznaje się rok 1921. Właściwe przekształcenie TS Bochnia w BKS nastąpiło jednak w roku 1927. Wtedy to dr Władysław Krupa, reprezentant Polski, poseł na Sejm i były pomocnik Wisły Kraków, doprowadził do fuzji dwóch rywalizujących drużyn – TS Bochnia i Olimpii, w wyniku czego powstał zespół o nazwie Bocheński Klub Sportowy.
Po roku 1945, ze względu na reformę rozgrywek na wzór radziecki, BKS zmienił nazwę na „Górnik”. W sezonie 1952/1953 drużyna awansowała po raz pierwszy do III ligi.
Pod tym szyldem zespół grał co najmniej do roku 1962 – wtedy to osiągnął swój największy sukces – dotarł do 1/8 finału Pucharu Polski, gdzie zmierzył się z Szombierkami Bytom. Późniejszy mistrz Polski i pierwszoligowiec z Bytomia pokonał bochnian 13:1.

### Historyczne nazwy klubu
- 1947 – BKS Górnik przy Żupie Solnej w Bochni
- 1965 – BKS Start–Sokół Bochnia
- 1969 – BKS Start Bochnia
- 1974 – BKS Sokół Bochnia
- 1977 – MS BKS Bochnia (fuzja z Hutnikiem Bochnia)
- 1983 – BKS Bochnia
- 1986 – WBKS Bochnia (Wojskowy Bocheński Klub Sportowy)
- 1988 – BKS Bochnia
- 1996 – MOSiR BKS Bochnia
- 1997 – BKS Bochnia

## Rozgrywki ligowe po 1998 roku
Źródło:

### Lata 1998-2012 (IV liga)
| sezon     | miejsce | zwycięzca ligi                     |
| --------- | ------- | ---------------------------------- |
| 1998/1999 | 3.      | Proszowianka Proszowice            |
| 1999/2000 | 4.      | LKS Niedźwiedź                     |
| 2000/2001 | 4.      | Okocimski Brzesko                  |
| 2001/2002 | 4.      | Okocimski Brzesko                  |
| 2002/2003 | 1.      | przegrane baraże z Wisłą II Kraków |
| 2003/2004 | 12      | Okocimski Brzesko                  |
| 2004/2005 | 2.      | Kolejarz Stróże                    |
| 2005/2006 | 7.      | Okocimski Brzesko                  |
| 2006/2007 | 11.     | Przebój Wolbrom                    |
| 2009/2010 | 12.     | Szreniawa Nowy Wiśnicz             |
| 2010/2011 | 10.     | Limanovia Limanowa                 |
| 2011/2012 | 1.      | awans do III ligi                  |

Na początku XXI wieku zespół w walce o wysokie lokaty najczęściej ustępował lokalnemu rywalowi – Okocimskiemu Brzesko. W sezonie 2002/2003 BKS wyprzedził w tabeli Poprad Muszyna jednym punktem i zajął pierwsze miejsce w lidze, premiowane barażami o III ligę.
W dwumeczu barażowym o awans klub z Bochni zmierzył się z rezerwami Wisły Kraków. Faworytem był zespół Białej Gwiazdy, w składzie której widnieli tacy piłkarze, jak Paweł Brożek, Piotr Brożek, Daniel Dubicki czy Grzegorz Kmiecik. Na stadionie Wawelu padł rezultat 1:0 dla gospodarzy, a w Bochni mecz zakończył się remisem 1:1.
Baraże o III ligę, grupa IV
| 21 czerwca 2003 | Wisła II Kraków | 1:0(1:0) | BKS Bochnia | Stadion WKS „Wawel”, Kraków Widzów: 500 |
| 21 czerwca 2003 | Grzegorz Kmiecik 32' | 1:0(1:0) | | Stadion WKS „Wawel”, Kraków Widzów: 500 |
| Maciej Palczewski – Kamil Kuzera, Adrian Mrowiec, Łukasz Nawotczyński, Hubert Skrzekowski – Daniel Dubicki, Bartosz Iwan, Marcin Borowczyk (62 Sebastian Hajduk), Piotr Brożek (75Karol Wójcik) – Grzegorz Kmiecik (89 Paluszek), Paweł Brożek; Trener: Antoni Szymanowski | Maciej Palczewski – Kamil Kuzera, Adrian Mrowiec, Łukasz Nawotczyński, Hubert Skrzekowski – Daniel Dubicki, Bartosz Iwan, Marcin Borowczyk (62 Sebastian Hajduk), Piotr Brożek (75Karol Wójcik) – Grzegorz Kmiecik (89 Paluszek), Paweł Brożek; Trener: Antoni Szymanowski |          | Marek Pączek – Daniel Policht, Jacek Puka, Marcin Gawłowicz, Tadeusz Nizioł – Mateusz Wiesek, Daniel Popiela, Daniel Goryczko (75 ?), Szczepan Goryczko – Marcin Imiołek (40 Mariusz Krzywda), Mariusz Buras; Trener: Jacek Ćwik | Marek Pączek – Daniel Policht, Jacek Puka, Marcin Gawłowicz, Tadeusz Nizioł – Mateusz Wiesek, Daniel Popiela, Daniel Goryczko (75 ?), Szczepan Goryczko – Marcin Imiołek (40 Mariusz Krzywda), Mariusz Buras; Trener: Jacek Ćwik |

Najbliżej powtórzenia tego osiągnięcia klub był w sezonie 2004/2005. Na dwie kolejki przed końcem Bocheński KS liderował tabeli z dwupunktową przewagą nad Kolejarzem Stróże. Porażka w Woli Rzędzińskiej z tamtejszą Wolanią pozwoliła Kolejarzowi przejąć fotel lidera, a po zwycięskich barażach z Garbarnią Kraków awansować szczebel wyżej. Fiasko zakończyło udany okres w historii klubu – wymiana pokoleń spowodowała duże zmiany w składzie, sponsorzy mniej chętnie wspomagali finansowo klub, czego efektem jest jego obecna sytuacja.
W czerwcu 2007 klub pozyskał sponsora dla sekcji piłki nożnej – został nim producent urządzeń chłodniczych Igloo; reklama tej firmy już kilka sezonów wstecz widniała na koszulkach piłkarzy Bocheńskiego). Na sezon 2007/2008 BKS pozyskał kilku nowych zawodników, m.in. Michała Stolarza, byłego zawodnika zabierzowskiego Kmity, który w barwach kilku drużyn rozegrał ponad 110 spotkań w I lidze. Szkoleniowcem zespołu został wówczas wielokrotny reprezentant Hutnika Kraków i Górnika Zabrze w polskiej ekstraklasie (181 meczów w obu klubach w latach 1990–1996) Leszek Kraczkiewicz.
Od września 2007 trenerem drużyny był Marek Kusto – były piłkarz Wisły Kraków, Legii Warszawa i klubów z ligi belgijskiej, reprezentant Polski na MŚ 1974 i srebrny medalista MŚ 1982, jako trener prowadził m.in. w Wisłę Kraków, BKS Bochnia, Widzew Łódź i Arkę Gdynia, był także asystentem selekcjonera reprezentacji Polski.
W 2012 klub awansował do III ligi, jednak na trzecim poziomie rozgrywek po raz ostatni występował w 1958.

### Lata 2012-2014 (III liga)
| sezon     | miejsce | zwycięzca ligi            |
| --------- | ------- | ------------------------- |
| 2012/2013 | 11.     | Limanovia Limanowa        |
| 2013/2014 | 16.     | Granat Skarżysko-Kamienna |

W pierwszym sezonie po awansie do III ligi, gr. małopolsko-świętokrzyskiej Bocheński KS zakończył ligę na 11. miejscu. Drugi sezon nie był już tak udany dla zespołu z woj. małopolskiego, ponieważ zakończony został na spadkowym 16. miejscu. Po 2 latach klub z Bochni spadł na V poziom rozgrywkowy.

### Lata 2014-2022 (IV liga)
| sezon     | miejsce | zwycięzca ligi                              |
| --------- | ------- | ------------------------------------------- |
| 2014/2015 | 12.     | Podhale Nowy Targ                           |
| 2015/2016 | 1.      | przegrane baraże z MKS-em Trzebinią/Sierszą |
| 2016/2017 | 10.     | Limanovia Limanowa                          |
| 2017/2018 | 7.      | Barciczanka Barcice                         |
| 2018/2019 | 6.      | Unia Tarnów                                 |
| 2019/2020 | 8.      | Unia Tarnów                                 |
| 2020/2021 | 12.     | Unia Tarnów                                 |
| 2021/2022 | 15.     | Bruk-Bet Termalica II Nieciecza             |

Po spadku do IV ligi, Bocheński KS utrzymywał się w górnej części tabeli. Sezon 2015/2016 skończyli na 1. miejscu, jednak przegrali z MKS-em Trzebinią/Sierszą, dlatego pozostał w IV lidze. Ostatecznie, po sezonie 2021/2022 drużyna spadła do nowo utworzonej V ligi po zajęciu 15. miejsca w lidze.

### Sezon 2022/2023 (V liga)
Po spadku zespół z Bochni spędził w V lidze jedynie jeden sezon, w którym zajął 2. miejsce w grupie wschodniej i awansował wraz ze zwycięzcą - Watrą Białką Tatrzańską - do IV ligi.
| sezon     | miejsce | zwycięzca ligi          |
| --------- | ------- | ----------------------- |
| 2022/2023 | 2.      | Watra Białka Tatrzańska |

## Stadion
Stadion Bocheńskiego Klubu Sportowego mieści się w sąsiedztwie siedziby klubu przy ulicy Parkowej, będącą odnogą głównej arterii miasta – ulicy Kazimierza Wielkiego. Całkowita pojemność stadionu umownie wynosi 2000 widzów, w tym tysiąc siedzisk krytej trybuny głównej i plastikowych krzesełek na trybunie zachodniej wiosną roku 2007. Stadion posiada metalową klatkę dla kibiców gości.
W latach 90. Bocheński Klub Sportowy zawarł umowę z Zarządem Miasta, na mocy której cały swój majątek przekazał miastu (w tym stadion); władze miasta zobowiązały się do wsparcia działalności klubu. 30 czerwca 2011 decyzją radnych miejskich obiektowi nadano imię dr Władysława Krupy, byłego piłkarza Wisły Kraków, posła na Sejm RP oraz inicjatora bocheńskiego piłkarstwa.

## Piłkarze i trenerzy w historii klubu
Mimo braku znaczących sukcesów w historii klubu, wychowankowie Bocheńskiego Klubu Sportowego reprezentowali barwy wielu polskich klubów na poziomie ekstraklasy i I ligi.
Urodzony w Bochni napastnik Marek Kusto w latach 1972–1977 występował w Wiśle Kraków, a do 1982 był zawodnikiem Legii Warszawa. Reprezentant Polski, srebrny medalista MŚ 1974 i MŚ 1982 był szkoleniowcem bocheńskiego klubu dwukrotnie – w latach 2004–2005 i 2007. Piłkarzem BKS w 1988 był Wojciech Klich, ekstraklasowy piłkarz w Stali Mielec i KSZO Ostrowiec Świętokrzyski, ojciec Mateusza, reprezentanta Polski. Do najwybitniejszych wychowanków zalicza się Mariusz Krzywda, który w ekstraklasie grał w barwach Igloopolu Dębica i Hutnika Kraków. Inny wychowanek klubu, Krzysztof Nalepka, oprócz klubu z Dębicy notował ekstraklasowe występy w Zagłębiu Lubin. Bramkarz Marek Pączek w 2006 przeszedł do ekstraklasowej Cracovii, gdzie występował w rozgrywkach Pucharu Polski, Pucharu Ekstraklasy i Młodej Ekstraklasy; przed powrotem do Bochni wiosną 2012 zaliczył również mecz w I lidze jako golkiper GKS Katowice.
Wiosną 2006 zawodnikiem zespołu był Krzysztof Duda – były obrońca Cracovii i Hutnika Kraków (28 meczów w ekstraklasie). W lipcu 2007 do zespołu dołączył były piłkarz m.in. Pogoni Szczecin, Łódzkiego Klubu Sportowego i Śląska Wrocław – pomocnik Michał Stolarz. Były szkoleniowiec bochnian, Aleksander Brożyniak, w latach 70. prowadził mistrzowską drużynę Wisły Kraków.

## Sekcja piłki ręcznej
Piłkarze ręczni Bocheńskiego KS występują obecnie w rozgrywkach pierwszej ligi.
W lutym 2007 kontrakt z drużyną podpisał Stalprodukt, największa firma w Bochni położona na terenie starej huty. Piłkarze ręczni będą odtąd występować pod nazwą BKS Stalprodukt Bochnia. Znani zawodnicy to Maciej Kubisztal, który grał dawniej w SPR Chrobry Głogów, oraz Grzegorz Balicki, który występował w KS Azoty Puławy.
W czerwcu 2011 ze względu na brak porozumienia z urzędem miasta zrezygnował główny sponsor, a drużyna została wycofana z rozgrywek I ligi .